# Мілфорд Тауншип (округ Бакс, Пенсільванія)
Мілфорд Тауншип (англ. Milford Township) — селище (англ. township) в США, в окрузі Бакс штату Пенсільванія. Населення — 10 243 особи (2020).

### Клімат
| Клімат : Мілфорд Тауншип | Клімат : Мілфорд Тауншип | Клімат : Мілфорд Тауншип | Клімат : Мілфорд Тауншип | Клімат : Мілфорд Тауншип | Клімат : Мілфорд Тауншип | Клімат : Мілфорд Тауншип | Клімат : Мілфорд Тауншип | Клімат : Мілфорд Тауншип | Клімат : Мілфорд Тауншип | Клімат : Мілфорд Тауншип | Клімат : Мілфорд Тауншип | Клімат : Мілфорд Тауншип | Клімат : Мілфорд Тауншип |
| Показник                 | Січ.                     | Лют.                     | Бер.                     | Квіт.                    | Трав.                    | Черв.                    | Лип.                     | Серп.                    | Вер.                     | Жовт.                    | Лист.                    | Груд.                    | Рік                      |
| Абсолютний максимум, °C  | 21,1                     | 25,3                     | 30,1                     | 33,4                     | 34,4                     | 35,2                     | 39,1                     | 37,1                     | 35,7                     | 31,7                     | 26,4                     | 23,4                     | 39,1                     |
| Середній максимум, °C    | 3,1                      | 5,0                      | 9,8                      | 16,5                     | 22,1                     | 26,9                     | 29,1                     | 28,2                     | 24,4                     | 17,9                     | 11,8                     | 5,4                      | 16,7                     |
| Середня температура, °C  | −1,7                     | −0,2                     | 4,1                      | 10,2                     | 15,6                     | 20,6                     | 23,1                     | 22,2                     | 18,1                     | 11,7                     | 6,2                      | 0,7                      | 10,9                     |
| Середній мінімум, °C     | −6,5                     | −5,4                     | −1,6                     | 3,8                      | 9,1                      | 14,4                     | 17,1                     | 16,2                     | 11,7                     | 5,4                      | 0,7                      | −3,9                     | 5,1                      |
| Абсолютний мінімум, °C   | −25,3                    | −21,2                    | −17,3                    | −8,6                     | −0,6                     | 4,3                      | 8,1                      | 5,2                      | 0,9                      | −4,9                     | −12,2                    | −19,2                    | −25,3                    |
| Норма опадів, мм         | 86                       | 70                       | 92                       | 101                      | 109                      | 108                      | 124                      | 98                       | 119                      | 110                      | 95                       | 100                      | 1214                     |
| Вологість повітря, %     | 68.7                     | 66.2                     | 61.3                     | 59.9                     | 64.0                     | 70.2                     | 70.0                     | 73.1                     | 73.4                     | 71.4                     | 71.2                     | 71.3                     | 68.4                     |
| ------------------------ | ------------------------ | ------------------------ | ------------------------ | ------------------------ | ------------------------ | ------------------------ | ------------------------ | ------------------------ | ------------------------ | ------------------------ | ------------------------ | ------------------------ | ------------------------ |
| Джерело: PRISM           |                          |                          |                          |                          |                          |                          |                          |                          |                          |                          |                          |                          |                          |

## Демографія
Згідно з переписом 2010 року, у селищі мешкали 9902 особи в 3539 домогосподарствах у складі 2786 родин. Було 3687 помешкань
Расовий склад населення:
| - 95,2 % — білих - 1,5 % — чорних або афроамериканців - 1,4 % — азіатів - 0,1 % — корінних американців |

До двох чи більше рас належало 1,3 %. Частка іспаномовних становила 1,8 % від усіх жителів.
За віковим діапазоном населення розподілялося таким чином: 24,0 % — особи молодші 18 років, 62,7 % — особи у віці 18—64 років, 13,3 % — особи у віці 65 років та старші. Медіана віку мешканця становила 42,2 року. На 100 осіб жіночої статі у селищі припадало 99,3 чоловіків;  на 100 жінок у віці від 18 років та старших — 96,4 чоловіків також старших 18 років.
Середній дохід на одне домашнє господарство  становив 103 708 доларів США (медіана — 84 422), а середній дохід на одну сім'ю — 115 716 доларів (медіана — 92 097). Медіана доходів становила 61 718 доларів для чоловіків та 52 585 доларів для жінок. За межею бідності перебувало 5,0 % осіб, у тому числі 6,0 % дітей у віці до 18 років та 10,4 % осіб у віці 65 років та старших.
Цивільне працевлаштоване населення становило 5555 осіб. Основні галузі зайнятості: освіта, охорона здоров'я та соціальна допомога — 20,1 %, виробництво — 20,0 %, роздрібна торгівля — 11,2 %, науковці, спеціалісти, менеджери — 9,6 %.